# Vînohradar, Rozdilna
Vînohradar (în ucraineană Виноградар) este un sat în comuna Rozdilna din raionul Rozdilna, regiunea Odesa, Ucraina.

## Demografie
Componența lingvistică a localității Vînohradar
     Ucraineană (83,72%)
     Rusă (12,41%)
     Română (3,48%)
     Alte limbi (0,33%)
Conform recensământului din 2001, majoritatea populației localității Vînohradar era vorbitoare de ucraineană (83,72%), existând în minoritate și vorbitori de rusă (12,41%) și română (3,48%).